# Гудендорф
Гудендорф (њем. Gudendorf) општина је у њемачкој савезној држави Шлезвиг-Холштајн. Једно је од 115 општинских средишта округа Дитмаршен. Према процјени из 2010. у општини је живјело 413 становника. Посједује регионалну шифру (AGS) 1051039.

## Географски и демографски подаци
Гудендорф се налази у савезној држави Шлезвиг-Холштајн у округу Дитмаршен. Општина се налази на надморској висини од 16 метара. Површина општине износи 6,0 km². У самом мјесту је, према процјени из 2010. године, живјело 413 становника. Просјечна густина становништва износи 68 становника/km².